# رل مدل

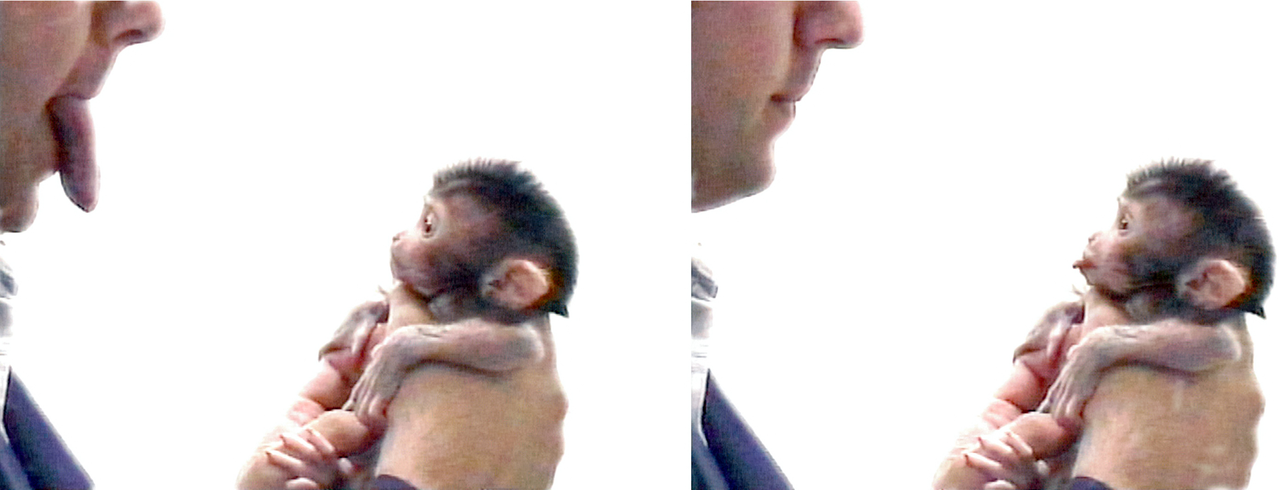
تصویری که الگوپذیری یک ماکاک تازه‌متولد‌شده را نشان می‌دهد.

رل مدل یا اسوه یا الگوی نقش (به انگلیسی: Role model) فردی است که در یک نقش خاص رفتاری یا اجتماعی برای شخص دیگری به عنوان یک مدل و الگو عمل کرده و دیگران به ویژه افراد کم سن تر از او تقلید و پیروی می‌کنند.
این فرد می‌تواند یکی از افراد خانواده و دوستان، آموزگار یا فردی سرشناس و مشهور باشد.
الگوی نقش (Role Model) مفهومی در جامعه‌شناسی است با این تعریف که: کسانی را که ما به عنوان افراد خاص ارزش می‌نهیم و رفتار آنها را سرمشق قرار می‌دهیم، نقش آن‌ها برای ما الگوست. بدین‌سان، وقتی فرد، نقش معینی ایفا می‌کند، رفتار خود را با توجه به نقشی که برایش الگوست، برمی‌گزیند. الگو نقش‌ها، فرد را با الگوهای رفتاری پذیرفته در موقعیت‌های مختلف، آشنا می‌سازد.